# Професионален старшински колеж
Професионалният старшински колеж е професионално училище към Висшето военноморско училище „Никола Вапцаров“ в гр. Варна.
Създаден е през септември 2007 г. по искане на министъра на отбраната и със заповед на министъра на образованието и науката на Република България.
Приемат се войници и матроси със завършено средно образование и прослужени минимум 3 години кадрова военна служба към момента на започване на обучението.
Структурно колежът е организиран в 5 секции:
- „Корабоводене“
- „Корабни машини и механизми“
- „Радиотехнически средства и комуникационно-информационни системи“
- „Морски оръжия“
- „Общовойскова подготовка“

Обучението се извършва в 4 специалности:
- Морско корабоводене
- Експлоатация и поддръжка на корабни енергетични системи
- Морски оръжия
- Експлоатация и поддръжка на корабни радио-, радиотехнически и комуникационни устройства